# Kanton Basse-Terre-2
Der Kanton Basse-Terre-2 ist ein ehemaliger französischer Wahlkreis im Übersee-Département Guadeloupe. Er umfasste einen Teil der Gemeinde Basse-Terre. 2015 ging dieser Kanton im Kanton Basse-Terre auf.